# Megamind vs. the Doom Syndicate
Megamind vs. the Doom Syndicate (Megamente contra el sindicato de la perdición en Hispanoamérica) es una película animada y de parodia de Megamente estadounidense de 2024 producida por DreamWorks Animation Television. Dirigida por Eric Fogel a partir de un guion de Alan Schoolcraft y Brent Simons, la película está protagonizada por Keith Ferguson, Laura Post, Josh Brener, Maya Aoki Tuttle, Emily Tunon, Talon Warburton, Scott Adsit, Chris Sullivan, Tony Hale, Jeanine Mason y Adam Lambert. basada en la película de 2010 Megamind.
Megamind vs. the Doom Syndicate (Megamind 2), antes de Megamind Rules!, una serie Parodia secuela y una segunda temporada de la película se estreno en Peacock el 1 de marzo de 2024 .

## Sinopsis
Megamind, que ahora asume el papel de defensor de Metro City, reúne un nuevo equipo para evitar que los malvados planes de sus antiguos compañeros de equipo lancen Metro City a la luna.

## Reparto
- Keith Ferguson como Megamind (Megamente en Hispanoamérica), un supervillano alienígena humanoide de piel azul, convertido en superhéroe. Ferguson retoma su papel de los videojuegos, pero reemplaza a Will Ferrell de la película original.
- Laura Post como Roxanne Ritchi, una reportera de noticias de carácter fuerte que se convierte en el interés amoroso de Megamind. Post reemplaza a Tina Fey de la película original.
- Josh Brener como Ol' Chum (Compa en Hispanoamérica, Amigo en España), un pez parlante que ha sido el compañero y mejor amigo de Megamind desde la infancia y que originalmente se llamaba Minion (en Hispanoamérica se llamaba Servil y en España Esbirro). Brener reemplaza a David Cross de la película original.[2] Se revela que cambió su nombre después de un cese y desista de Mr. Minion's Meatsicles.
- Maya Aoki Tuttle como Keiko Morita
- Emily Tunon como Lady Doppler
- Talon Warburton como Lord Nighty-Knight
- Scott Adsit como Pierre Pressure
- Chris Sullivan como Behemoth
- Tony Hale como Melvin "Mel" Feinberg/Mr. Donut
- Jeanine Mason como Christina Christo
- Adam Lambert como Machiavillain
- Roger Craig Smith como Alcalde de Metrocity

Además, Michael Beattie, Eric Fogel, Todd Haberkorn, Eric Murphy y Joey Rudman fueron elegidos para papeles no revelados.

## Producción
En abril de 2011, el entonces director ejecutivo de DreamWorks Animation, Jeffrey Katzenberg, comentó que el estudio no tenía planes de producir futuras parodias de géneros cinematográficos como Megamind (2010), Monsters vs Aliens (2009) y Shark Tale (2004) o sus secuelas, diciendo que estas películas "todas compartían un enfoque, un tono y una idea de parodia, y no tuvieron un buen recorrido internacional. No tenemos nada de eso en nuestra agenda ahora".
En febrero de 2022, se anunció que Peacock había ordenado a DreamWorks Animation Television que produjera una serie derivada titulada Megamind's Guide to Defending Your City. En agosto de ese año, se confirmó que el guion gráfico había concluido y que el programa había entrado en producción.
En febrero de 2024, DreamWorks Animation Television reveló un avance de Megamind vs. the Doom Syndicate, con Keith Ferguson, Laura Post, Josh Brener, Maya Aoki Tuttle, Emily Tunon, Talon Warburton, Scott Adsit, Chris Sullivan, Tony Hale, Jeanine Mason y Adam Lambert como parte del elenco principal. Ferguson reemplazó a Will Ferrell como la voz de Megamind, Laura Post reemplazó a Tina Fey como la voz de Roxanne y Josh Brener reemplazó a David Cross como la voz de Minion, quien pasó a llamarse Ol' Chum. Además de la película, Peacock también reveló que la serie de televisión previamente anunciada, retitulada de Megamind's Guide to Defending Your City a Megamind Rules!, serviría como continuación de la película y se estrenaría el mismo día.

## Estreno
Megamind vs. the Doom Syndicate se estrenó en Peacock el 1 de marzo de 2024, junto con los primeros 8 episodios de Megamind Rules!.

### Recepción
La película recibió duras críticas desde el lanzamiento de su tráiler, principalmente por la calidad de su animación y guion, considerados muy inferiores a los de la cinta original y termina siendo una de las peores secuelas de todos los tiempos.
En Rotten Tomatoes, la película tiene una aprobación del 9% tras 11 reseñas, con un puntaje de media de 2.4 sobre 10. De parte de la audiencia, tiene una aprobación de apenas un 7%. Además de la animación, fueron criticados el cambio de voces, el guion y las incongruencias respecto a la primera película.